# تامارا هوهانیسیان
تامارا سوسی هوهانیسیان (ارمنی: Թամարա Սոսի Հովհաննիսյան؛ زادهٔ ۲۲ آوریل ۱۹۵۳) شاعر و تاریخ‌نگار هنر اهل ارمنستان است.

## زندگی‌نامه
وی در ۲۲ آوریل ۱۹۵۳ در ایروان به دنیا آمد و از دانشکده لغت‌شناسی دانشگاه دولتی ایروان فارغ‌التحصیل گشت. وی برنده جوایزی همچون مدال سفیر میهنی وزارت دیاسپورای جمهوری ارمنستان شد. از ۱۹۸۸ در ایالات متحده آمریکا سکونت دارد.

## یادداشت
1. ↑  ՀՀ սփյուռքի նախարարության «Մայրենիի դեսպան» մեդալ